# Paine-Syndrom
Das Paine-Syndrom, englisch Microcephaly with spastic diplegia, ist eine sehr seltene X-chromosomal vererbte Erkrankung mit den Hauptmerkmalen einer Mikrozephalie und spastischen Paraparese der Beine.
Die Bezeichnung bezieht sich auf den Autor der Erstbeschreibung aus dem Jahre 1960 durch den US-amerikanischen Kinderarzt Richmond S. Paine.

## Verbreitung
Die Häufigkeit ist nicht bekannt, es wurde bislang nur über wenige Patienten berichtet. Die Vererbung erfolgt  X-chromosomal.

## Klinische Erscheinungen
Klinische Kriterien sind:
- Mikrozephalie
- Spastische Paraparese
- Minderwuchs
- Gedeihstörung
- Epilepsie, gestörte Motorik, Opisthotonus, Geistige Behinderung
- Optikusatrophie
- Arthrogrypose
- Abnormale Dermatoglyphen

## Diagnostik
Im Röntgenbild findet sich eine Mikrozephalie mit hohem Gaumen, abnorme Zahnbögen; im EEG eine diffuse abnormale Anfallsbereitschaft; außerdem eine leichte Aminoazidurie und vermehrte Aminosäuren im Liquor.